# Ліандо (Айова)
Ліандо (англ. Leando) — переписна місцевість (CDP) в США, в окрузі Ван-Б'юрен штату Айова. Населення — 121 особа (2020).

## Географія
Ліандо розташоване за координатами 40°49′16″ пн. ш. 92°4′28″ зх. д. / 40.82111° пн. ш. 92.07444° зх. д. (40.821203, -92.074516).  За даними Бюро перепису населення США в 2010 році переписна місцевість мала площу 5,31 км², з яких 5,08 км² — суходіл та 0,23 км² — водойми.

## Демографія
Згідно з переписом 2010 року, у переписній місцевості мешкало 115 осіб у 50 домогосподарствах у складі 31 родини. Густота населення становила 22 особи/км².  Було 55 помешкань (10/км²).
Расовий склад населення:
| - 100,0 % — білих |

До двох чи більше рас належало 0,0 %. Частка іспаномовних становила 0,0 % від усіх жителів.
За віковим діапазоном населення розподілялося таким чином: 20,0 % — особи молодші 18 років, 57,4 % — особи у віці 18—64 років, 22,6 % — особи у віці 65 років та старші. Медіана віку мешканця становила 50,2 року. На 100 осіб жіночої статі у переписній місцевості припадало 94,9 чоловіків;  на 100 жінок у віці від 18 років та старших — 100,0 чоловіків також старших 18 років.
Цивільне працевлаштоване населення становило 25 осіб. Основні галузі зайнятості: публічна адміністрація — 100,0 %.